# Battaglia del convoglio Cigno
La battaglia del convoglio Cigno ebbe luogo al largo dell'Isola di Marettimo il 16 aprile 1943 nell'ambito dei più vasti eventi della battaglia del Mediterraneo della seconda guerra mondiale.
L'azione vide due cacciatorpediniere della Royal Navy britannica attaccare un piccolo convoglio navale italiano composto da due torpediniere di scorta alla nave cargo Belluno: la scorta italiana contrattaccò con decisione, e pur perdendo la torpediniera Cigno riuscì a respingere le unità britanniche una delle quali affondò durante la ritirata per i danni subiti; la Belluno riuscì ad arrivare indenne a destinazione.

## Antefatti
Dopo lo sbarco dei reparti alleati in Marocco e Algeria nel novembre 1942 (operazione Torch), le forze dell'Asse avevano rapidamente occupato la Tunisia orientale onde farne una base dove raggruppare le unità italo-tedesche in ritirata dalla Libia dopo la sconfitta patita nella seconda battaglia di El Alamein.
Le forze navali italiane dovettero assumersi la responsabilità di garantire un costante flusso di rifornimenti dalla Sicilia verso i porti di Biserta e Tunisi; in quella che fu definita come la "terza battaglia dei convogli", le unità italiane dovettero affrontare una rotta più breve rispetto alle precedenti missioni di rifornimento dirette in Libia, ma molto più esposta alla minaccia aeronavale degli anglo-americani: dopo una prima fase di assestamento durante la quale i convogli dell'Asse riuscirono a passare per la maggior parte indenni, all'inizio del 1943 l'azione dei mezzi di superficie, dei sommergibili, dei bombardieri e degli aerosiluranti degli Alleati si fece sempre più intensa, agevolata dal fatto che l'area del canale di Sicilia era stata pesantemente minata da entrambi gli schieramenti obbligando così i convogli a percorrere stretti corridoi obbligati senza possibilità di grandi manovre evasive.
Con le aviazioni tedesca e italiana impegnate a fondo in Tunisia, i ricognitori degli Alleati potevano tenere costantemente sotto controllo il Canale di Sicilia, obbligando la Marina italiana a rinunciare a grandi convogli per affidarsi a gruppi più piccoli che tentavano la traversata di notte, nonostante l'ottimo addestramento al combattimento notturno delle unità britanniche. Le costanti perdite patite negli anni precedenti avevano ridotto la disponibilità di moderni navi cargo, obbligando a ripiegare su vecchi mercantili molto lenti negli spostamenti; la loro scorta era spesso affidata a poche torpediniere, stante lo stato di usura e la carenza di carburante che impediva l'impiego di unità più grandi

## La battaglia
Alle 01:00 del 16 aprile 1943 le torpediniere italiane Cigno e Cassiopea salparono da Trapani di scorta alla motonave Belluno da 4 200 tonnellate di stazza diretta a Tunisi con un carico di munizioni; le torpediniere Climene e Tifone salparono da Palermo due ore più tardi per andare a rinforzare la scorta del piccolo convoglio. Intorno alle 02:38 le unità italiane avvistarono a circa 15 miglia a sud dell'Isola di Marettimo delle Egadi due unità britanniche in rotta di intercettamento, i cacciatorpediniere HMS Pakenham e HMS Paladin, i quali avevano rilevato le navi italiane grazie ai loro apparati radar; il capo-scorta italiano, il comandante della Cigno capitano di corvetta Carlo Maccaferri, segnalò quindi alla Belluno di sganciarsi ritirandosi su Trapani mentre lui dirigeva incontro alle unità nemiche insieme alla Cassiopea.

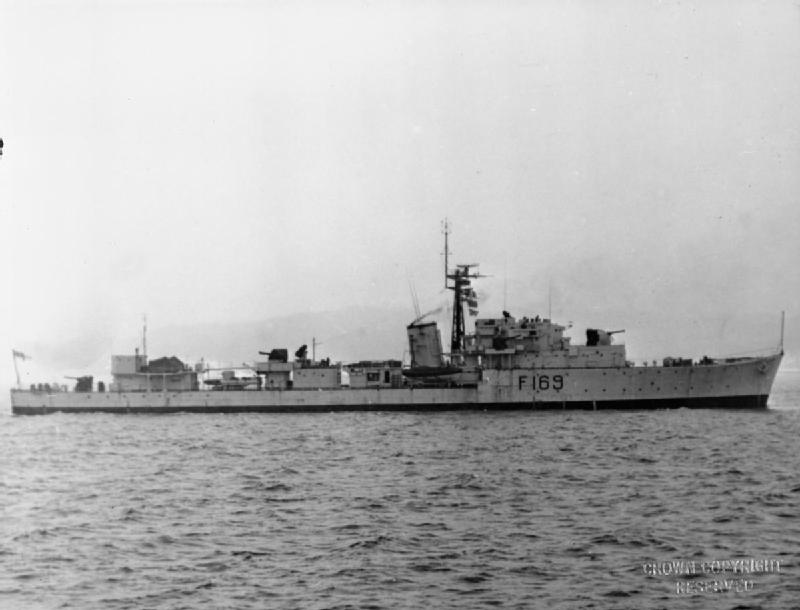
Il cacciatorpediniere

Le unità contrapposte iniziarono un serrato duello d'artiglieria a partire dalle 02:48, ma le torpediniere italiane, più piccole e meno armate, iniziarono subito a trovarsi a mal partito: la Cigno mise a segno alcuni colpi da 100 mm sul Pakenham, ma nel giro di pochi muniti fu a sua volta raggiunta da diversi proiettili da 102 mm dell'unità britannica e infine da un siluro che la spezzò in due causandone il rapido affondamento intorno alle 03:00; l'unità italiana continuò a sparare fino all'ultimo, e il cacciatorpediniere britannico dovette allontanarsi con diversi danni a bordo dopo che una caldaia era esplosa causando la morte di 10 membri dell'equipaggio. La Cassiopea aveva serrato le distanze con il Paladin al punto di aprire il fuoco con le sue mitragliere antiaeree, ma pur riuscendo a piazzare diversi colpi fu a sua volta centrata più volte dai proiettili britannici, i quali appiccarono un vasto incendio; il Paladin tuttavia interruppe il contatto e corse a soccorso del Pakenham, lasciando la Cassiopea immobile e alla deriva.
Il Paladin riuscì a prendere a rimorchio il Pakenham intorno alle 04:30 e cercò di rientrare alla base algerina di Bona, ma vista l'approssimarsi dell'alba e con il forte rischio di incorrere in attacchi aerei dell'Asse il comandante britannico decise infine di abbandonare il cacciatorpediniere danneggiato dopo averne recuperato l'equipaggio; raggiunto da due siluri del Paladin, il Pakenham affondò infine verso le 06:30. La Cassiopea continuò ad andare alla deriva finché non fu raggiunta prima dalla torpediniera Climene e poi dal rimorchiatore Tifeo, che la prese al traino portandola prima a Trapani e poi a Taranto, dove l'unità rientrò in servizio dopo sei mesi di lavori; le torpediniere italiane diressero anche al recupero dei naufraghi della Cigno, traendo in salvo il capitano Maccaferri: le perdite tra l'equipaggio della torpediniera affondata ammontarono a 103 morti. Benché costosa, l'azione delle due unità italiane aveva però avuto successo perché la Belluno, dopo essere rientrata a Trapani, raggiunse con successo la sua destinazione il giorno successivo.